# Ozone (島みやえい子のアルバム)
『Ozone』（オゾン）は、日本の女性歌手、島みやえい子の通算3作目のミニアルバムである。2003年12月28日にFUCTORY Recordsより発売された。発売元はビジュアルアーツ。

## 解説
- インディーズ3作目のミニアルバムで、I'veがトータルプロデュースした初となるアルバム。同人誌即売会「コミックマーケット65」の会場および後日通販で販売された[2]。
- その後、表題曲の「Ozone」がメジャー2作目のミニアルバム『Endless Loop』にも収録され、2曲目の「銀河の子」が本人初となるフルアルバム『O』にも収録され、3曲目の「十四の月」と4曲目の「愛のうた」がセカンドアルバム『ひかりなでしこ』にも収録されている。
- また、2018年1月1日に発売されたボックスセット『I've C-VOX 2000-2014』にCD全曲が収録されている。
- 5曲目の「宇宙の花(e)」が中坪淳彦によるリアレンジバージョンで、原曲はメジャー1作目のミニアルバム『ULYSSES』に収録されている。

## 収録内容
| 全作詞・作曲: 島みやえい子。 |                 |              |              |          |      |
| #                            | タイトル        | 作詞         | 作曲・編曲   | 編曲     | 時間 |
| 1.                           | 「Ozone」       | 島みやえい子 | 島みやえい子 | 高瀬一矢 | 6:27 |
| 2.                           | 「銀河の子」    | 島みやえい子 | 島みやえい子 | C.G mix  | 4:52 |
| 3.                           | 「十四の月」    | 島みやえい子 | 島みやえい子 | 高瀬一矢 | 6:16 |
| 4.                           | 「愛のうた」    | 島みやえい子 | 島みやえい子 | C.G mix  | 4:57 |
| 5.                           | 「宇宙の花(e)」 | 島みやえい子 | 島みやえい子 | 中坪淳彦 | 6:54 |
| 合計時間:                    | 合計時間:       | 合計時間:    | 29:26        |          |      |